# Olesicampe obscuripes
Olesicampe obscuripes är en stekelart som först beskrevs av Henry Lorenz Viereck 1903.  Olesicampe obscuripes ingår i släktet Olesicampe och familjen brokparasitsteklar. Inga underarter finns listade i Catalogue of Life.